# 布萊頓 (愛荷華州)
布萊頓（英語：Brighton）是一個位於美國愛荷華州華盛頓縣的城市。

## 地理
布萊頓的座標為41°10′24″N 94°49′15″W / 41.17333°N 94.82083°W，而該地的平均海拔高度為230米（即755英尺）。

## 人口
根據2010年美國人口普查的數據，布萊頓的面積為1.84平方千米，當中陸地面積為1.84平方千米，而水域面積為0.00平方千米。當地共有人口652人，而人口密度為每平方千米354人。